# سیارک ۲۰۳۲۳
سیارک ۲۰۳۲۳ (به انگلیسی: 20323 Tomlindstom، نامگذاری:1998HC21) بیست هزار و سیصد و بیست و سومین سیارک کشف شده‌است که در ۲۰ آوریل ۱۹۹۸ کشف شد.
قدر مطلق سیارک برابر ۱۴.۱ است.